# Subaya
Subaya is een bestuurslaag in het regentschap Bangli van de provincie Bali, Indonesië. Subaya telt 1184 inwoners (volkstelling 2010).